# San Felíu de Codinas
San Felíu de Codinas (en catalán y oficialmente, Sant Feliu de Codines) es un municipio de Cataluña, España. Pertenece a la provincia de Barcelona y está situado en la comarca del Vallés Oriental. 
Durante el siglo XX fue uno de los centros de veraneo de la burguesía catalana y grandes empresarios, que construían sus torres modernistas; muchas de estas familias aún conservan sus casas para pasar el verano, aunque algunas también se utilizan de vivienda invernal.

## Historia
El nombre de Sant Feliu ya aparece en 1059 cuando Mir Geribert y su esposa Guisla fueron nombrados barones de Montbui por el conde de Barcelona Ramón Berenguer I el Viejo. Estos fueron los primeros señores feudales que ocuparon una baronía que se extendía a lo largo y ancho de una extensa comarca a la que pertenecían, entre otros, los actuales municipios de Sant Feliu, Bigas, La Ametlla y Santa Eulalia de Ronsana.
Después de muchos litigios, y aprovechando una coyuntura favorable, se obtuvo del rey Carlos IV, en 1793, el título de Villa en la parroquia de San Felíu de Codinas, aunque esta concesión no pudo ser efectiva hasta el día 8 de diciembre de 1799, fecha en que se pudieron reunir los 25 000 reales de vellón que se pedían para acceder a esa petición.

## Demografía
San Felíu de Codinas cuenta con una población de 6661 habitantes (INE 2024).
| Gráfica de evolución demográfica de San Felíu de Codinas entre 1842 y 2021 |
| |
| Población de derecho según los censos de población del INE. Población de hecho según los censos de población del INE.En estos censos se denominaba San Feliú de Codinas: 1842, 1857, 1860, 1910, 1920, 1930, 1940, 1950, 1960, 1970 y 1981. En estos censos se denominaba San Felío de Codinas: 1877, 1887, 1897 y 1900. |